# Вја дела Паче (Латина)
Вја дела Паче је насеље у Италији у округу Латина, региону Лацио.
Према процени из 2011. у насељу је живело 374 становника. Насеље се налази на надморској висини од 221 м.